# Nabila Bounab
Nabila Bounab (* 7. Februar 1994) ist eine algerische Leichtathletin, die sich auf den Diskuswurf spezialisiert hat.

## Sportliche Laufbahn
Erste internationale Erfahrungen sammelte Nabila Bounab im Jahr 2019, als sie bei den Arabischen Meisterschaften in Kairo mit einer Weite von 41,61 m den fünften Platz belegte. Auch bei den Arabischen Meisterschaften 2021 in Radès gelangte sie mit 45,60 m auf Rang fünf und im Jahr darauf belegte sie bei den Mittelmeerspielen in Oran mit 42,19 m den siebten Platz. 2023 siegte sie mit 50,25 m bei den Panarabischen Spielen in Algier und im Jahr darauf gelangte sie bei den Afrikaspielen in Accra mit 47,18 m auf Rang zehn. 2025 belegte sie bei den Arabischen Meisterschaften in Oran mit 45,91 m den fünften Platz. 
In den Jahren 2016 und 2017 sowie 2019 und von 2022 bis 2024 wurde Bounab algerische Meisterin im Diskuswurf.